# Songthaew

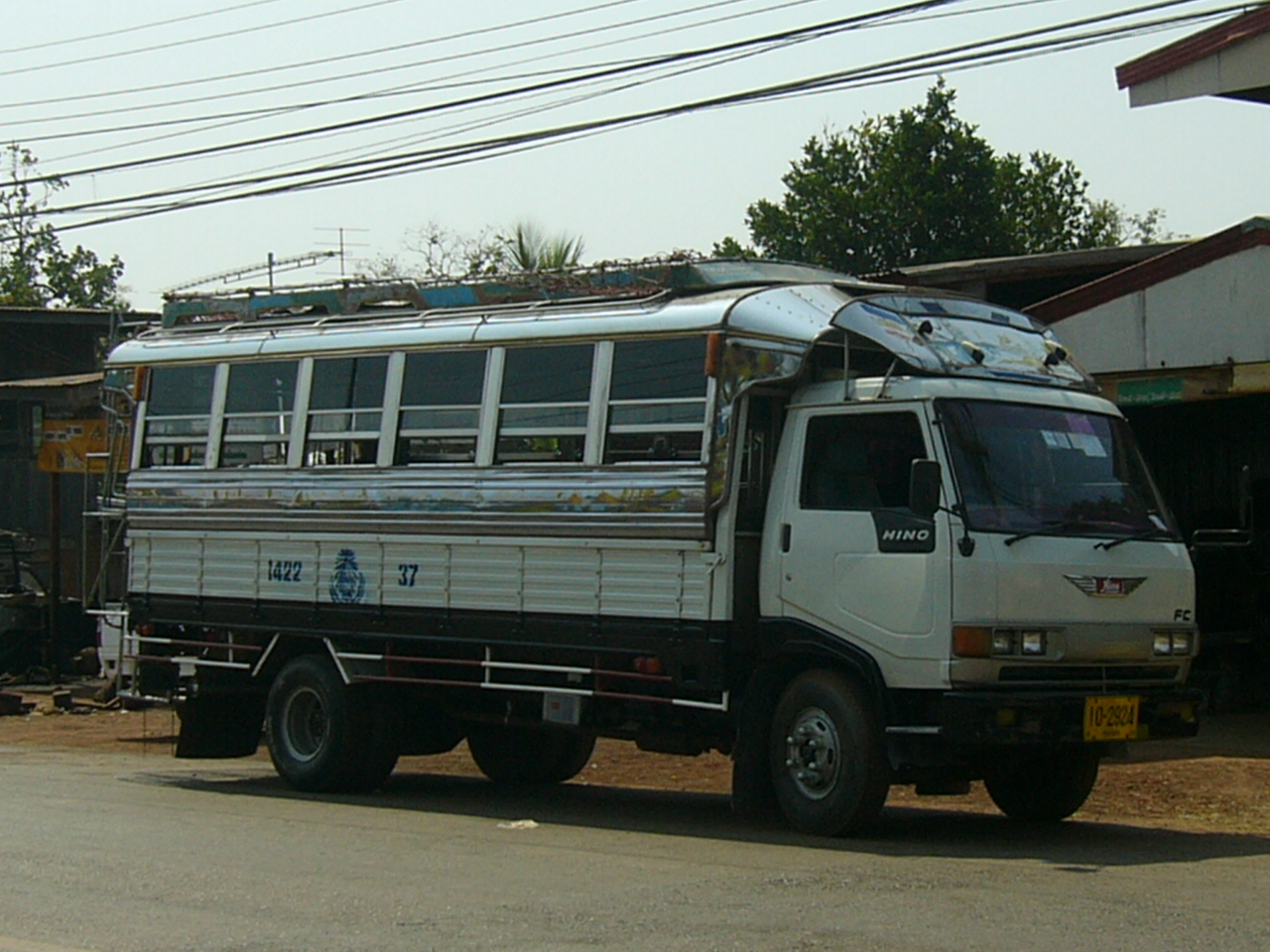
Hino Songthaew tại Sakon Nakhon, Thái Lan

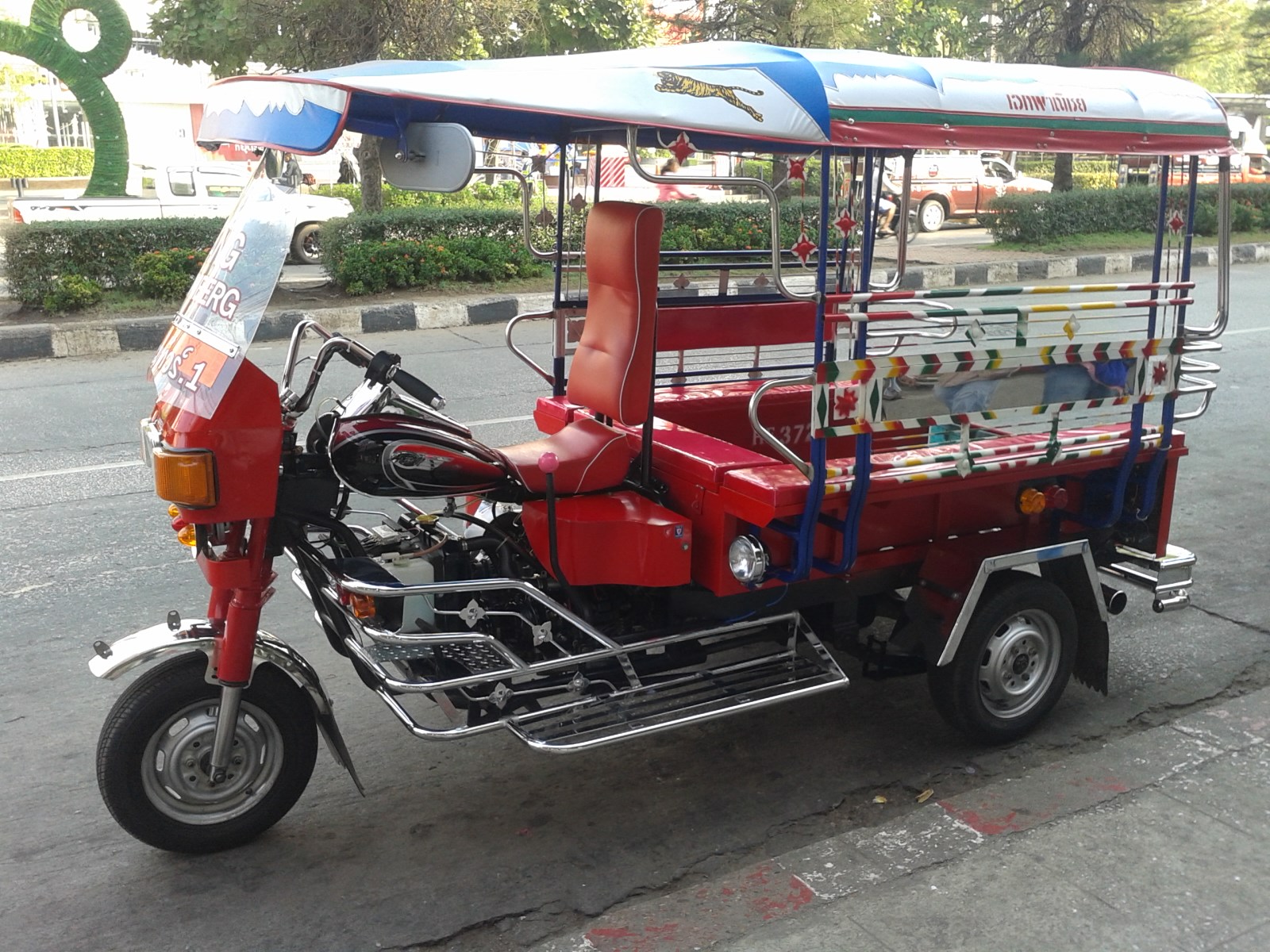
Về mặt kỹ thuật, loại xe tuktuk này cũng có 2 hàng, tại Udon Thani, mặc dù được trang bị động cơ xe máy.

Songthaew (tiếng Thái: สองแถว, n.đ. 'hai hàng', RTGS: songthaeo, phát âm [sɔ̌ːŋ.tʰɛ̌w]; tiếng Lào: ສອງແຖວ, phát âm [sɔ̌ːŋ.tʰɛ́w]; tiếng Mã Lai: dua baris) là một phương tiện vận chuyển hành khách ở Thái Lan, Lào, Campuchia và Myanmar được cải tiến từ xe bán tải hoặc xe tải lớn hơn và được sử dụng làm xe taxi hoặc xe buýt.

## Tổng quan
Songthaew lấy tên từ hai băng ghế cố định dọc theo hai bên phía sau xe tải. Đối với một vài phương tiện, hàng ghế thứ ba được đặt ở giữa để tăng thêm ghế ngồi. Ngoài ra còn có một mái che được lắp ở phía sau xe, có thể gắn rèm và tấm nhựa để che mưa. Một vài phương tiện có mái cao vừa đủ đáp ứng đối với hành khách đứng.
Tại Chiang Mai và vùng lân cận, người dân địa phương còn gọi nó là rot si daeng (tiếng Thái: รถสีแดง, nghĩa đen là "chiếc xe đỏ" — một màu sắc xuất hiện phổ biến trong khu vực), rot daeng, hoặc đôi khi là si rot.
Isuzu Faster và Toyota Hilux là những mẫu songthaew điển hình được tìm thấy ở Thái Lan.
Ngoài ra, một vài mẫu songthaews — như Daihatsu Hijet, Subaru Sambar và Suzuki Carry — thường gọi là rot ka-poh (tiếng Thái: รถกะป๊อ), nghĩa đen là "xe cóc." Từ ka-poh bắt nguồn từ Triều Châu (phát âm là kub-poh). Đôi khi còn gọi là rot kra-pong (รถกระป๋อง, nghĩa đen là "xe thiếc") hoặc rot-Subaru (รถซูบารุ, nghĩa đen là "xe Subaru") — tên gọi của thương hiệu xe.

## Lịch sử
Songthaew được giới thiệu ở Thái Lan vào thập niên 1950. Songthaew đầu tiên dựa trên Austin A30 sedan. Vào thập niên 1960, songthaew sử dụng mẫu xe Anh Quốc như Leyland 15/20, Morris 250 JU, Morris J4, và Morris Minor. Vào thập niên 1970, songthaew bắt đầu sử dụng nhiều mẫu xe như Mercedes-Benz T2.

## Hình ảnh

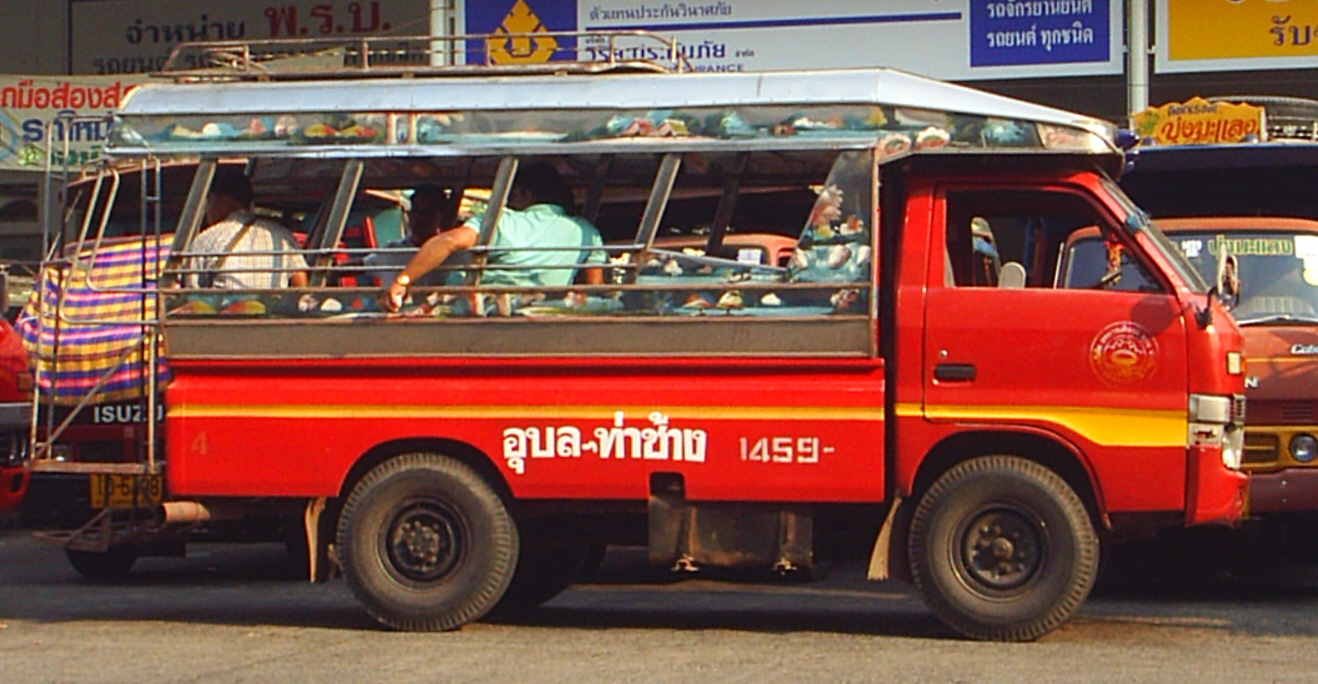
Xe songthaew cỡ vừa chạy liên thôn
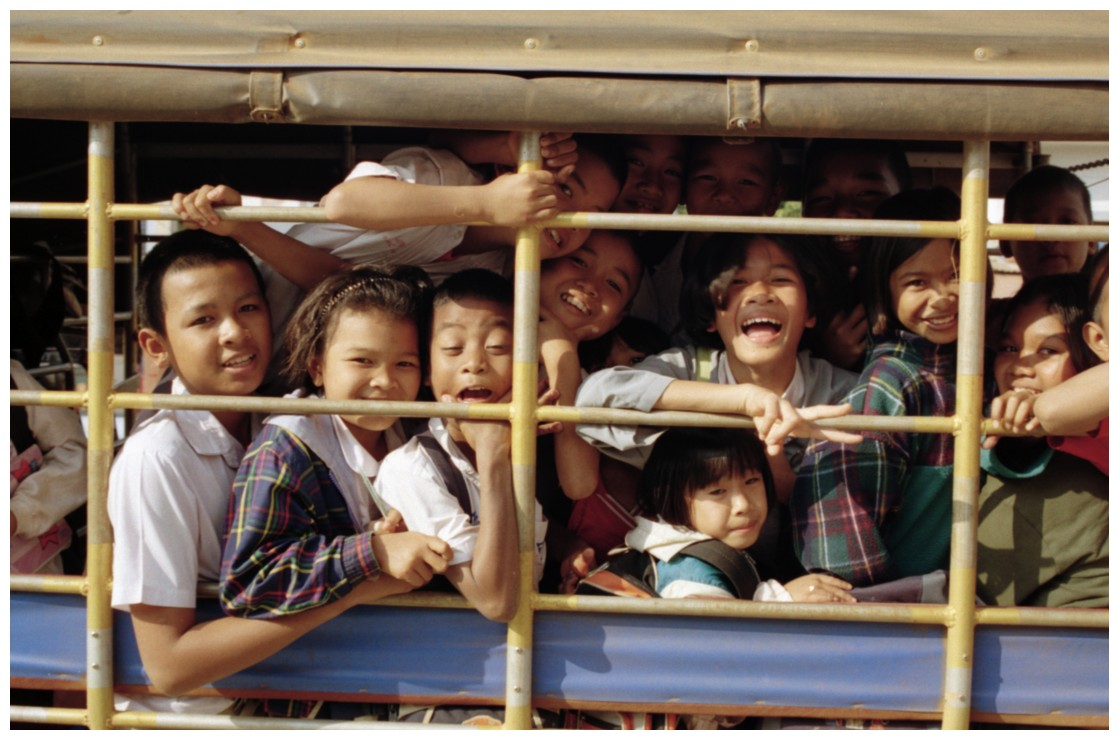
Songthaew chở học sinh về nhà tại Amphoe Kantharalak
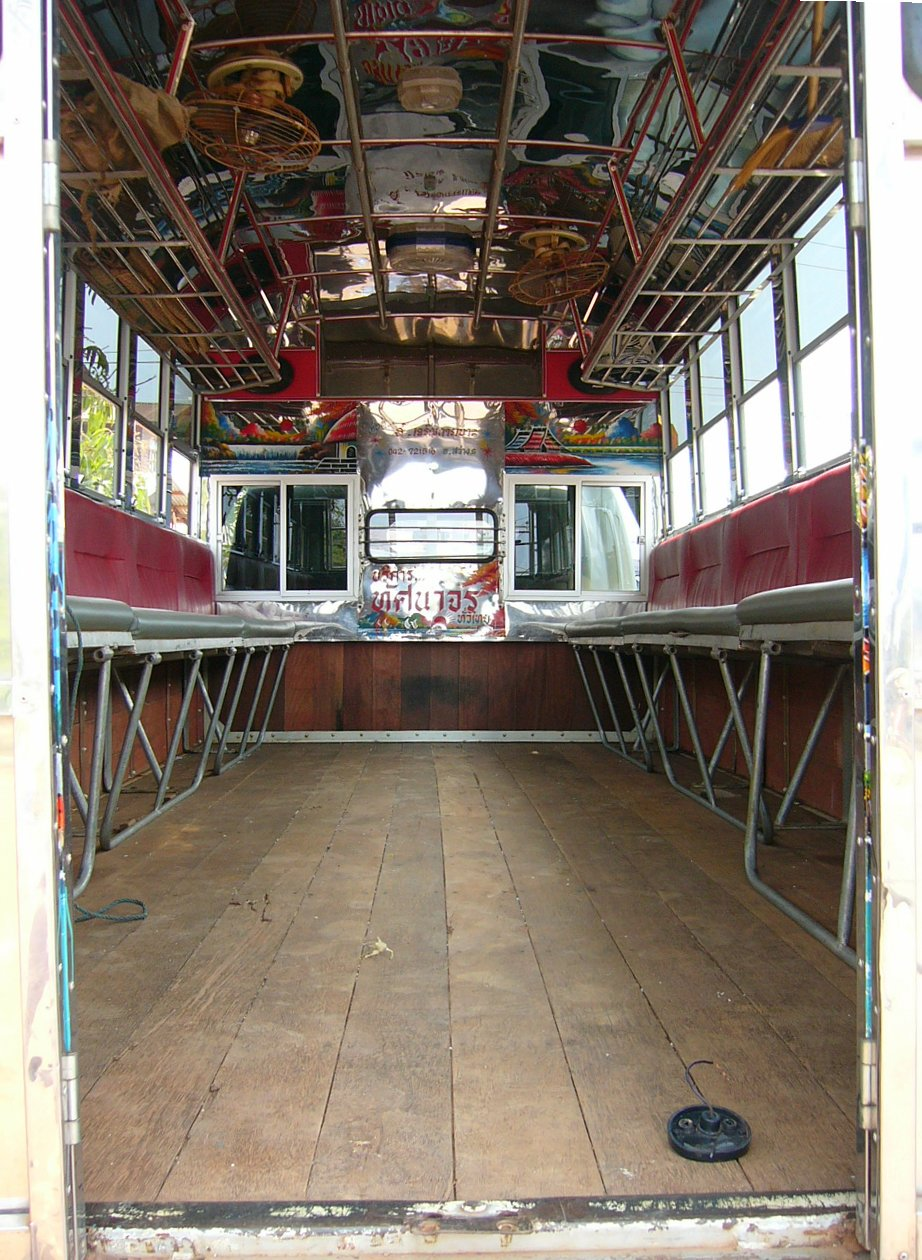
Nội thất bên trong songthaew tại Sakon Nakhon
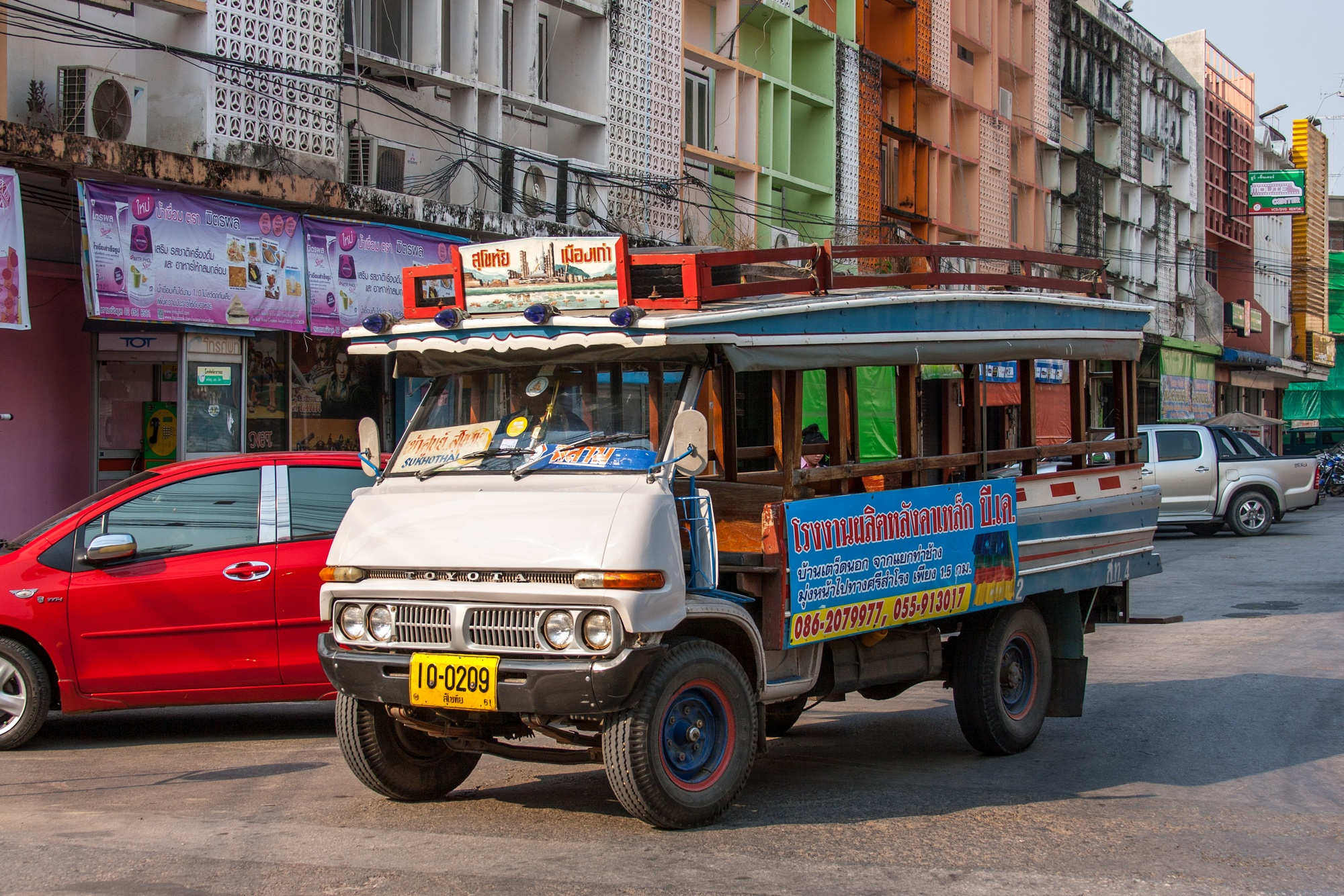
Toyota Dyna tại Sukhothai
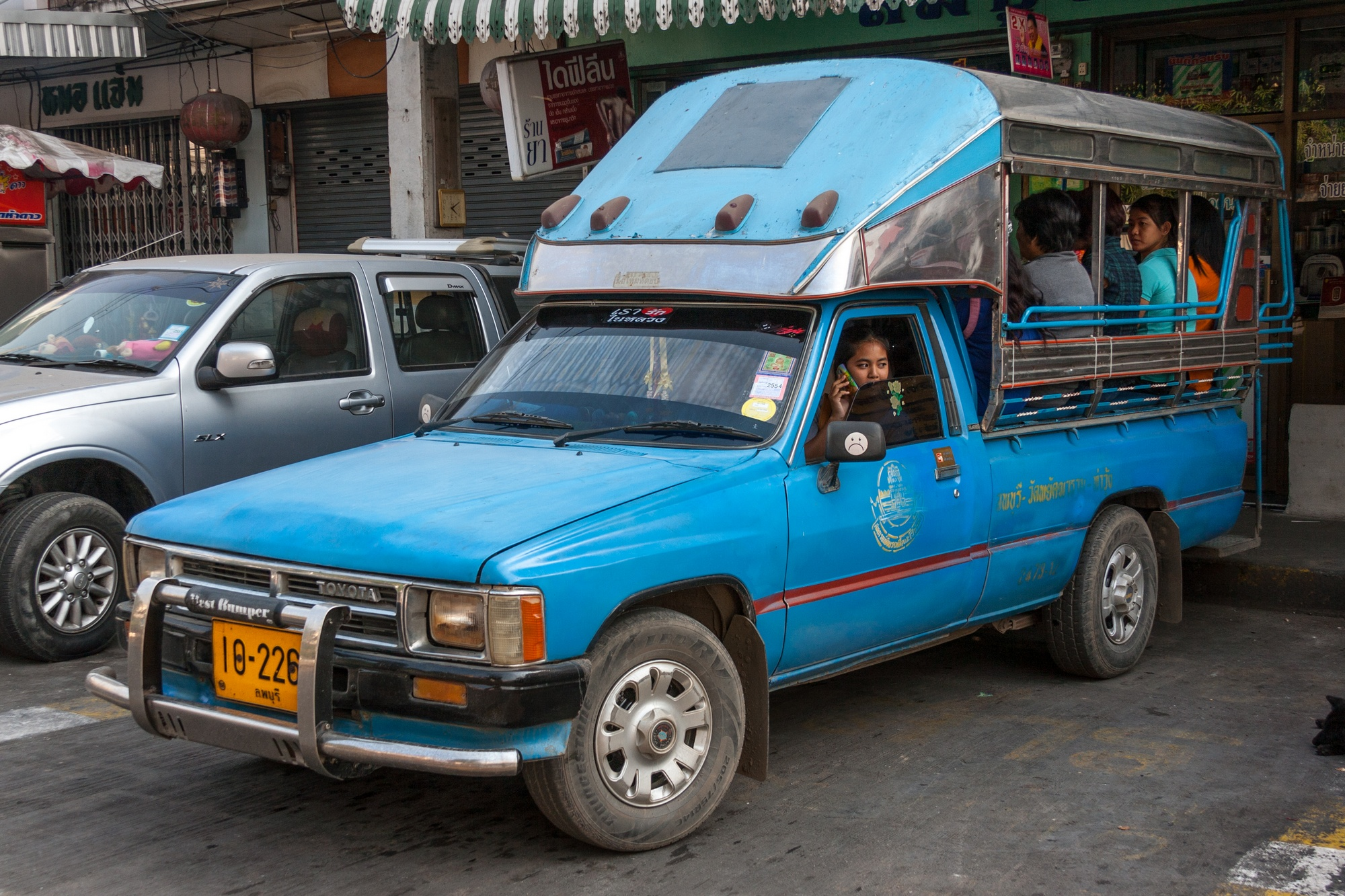
Toyota Hilux tại Lopburi
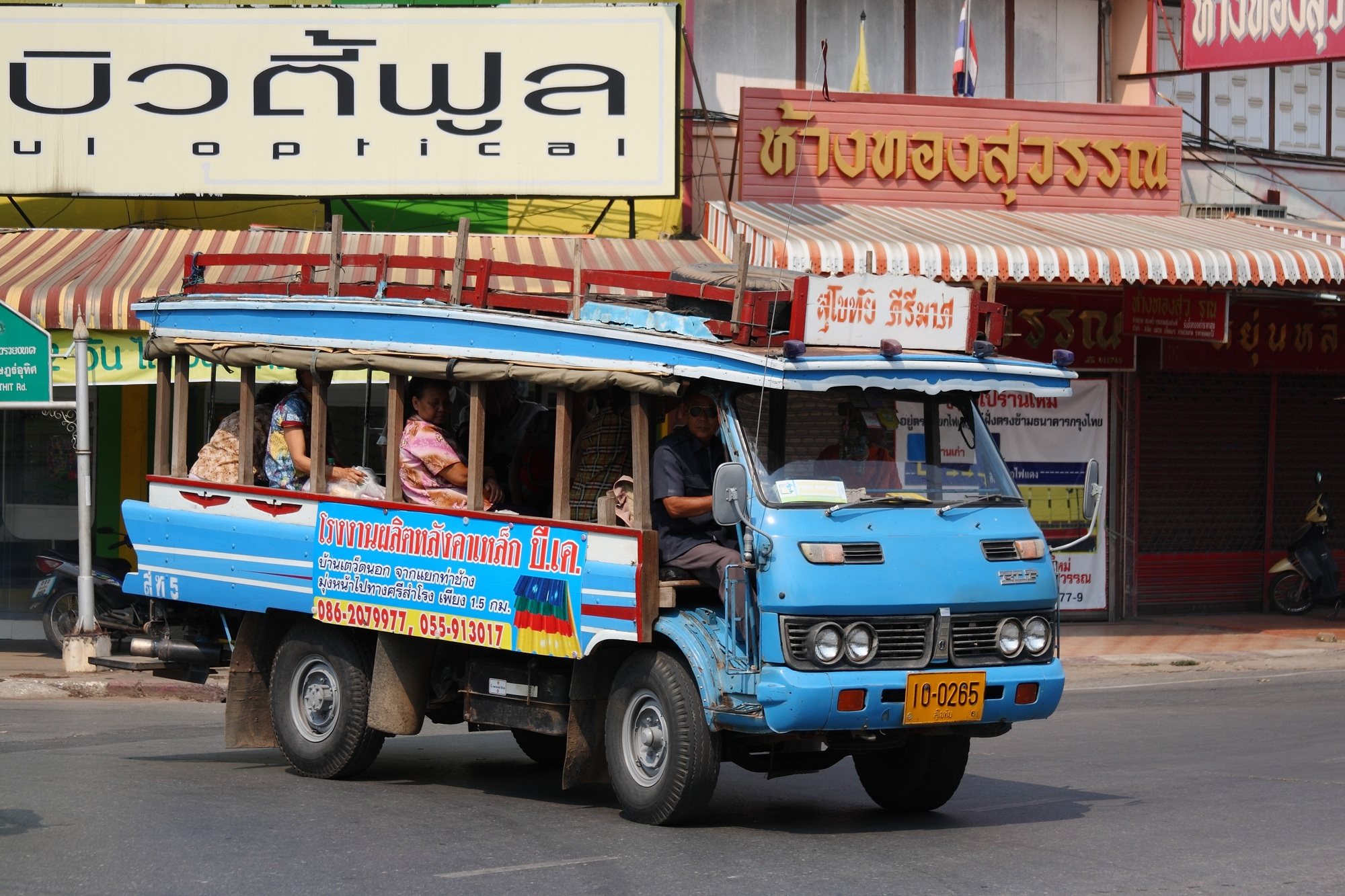
Isuzu Elf tại Sukhothai
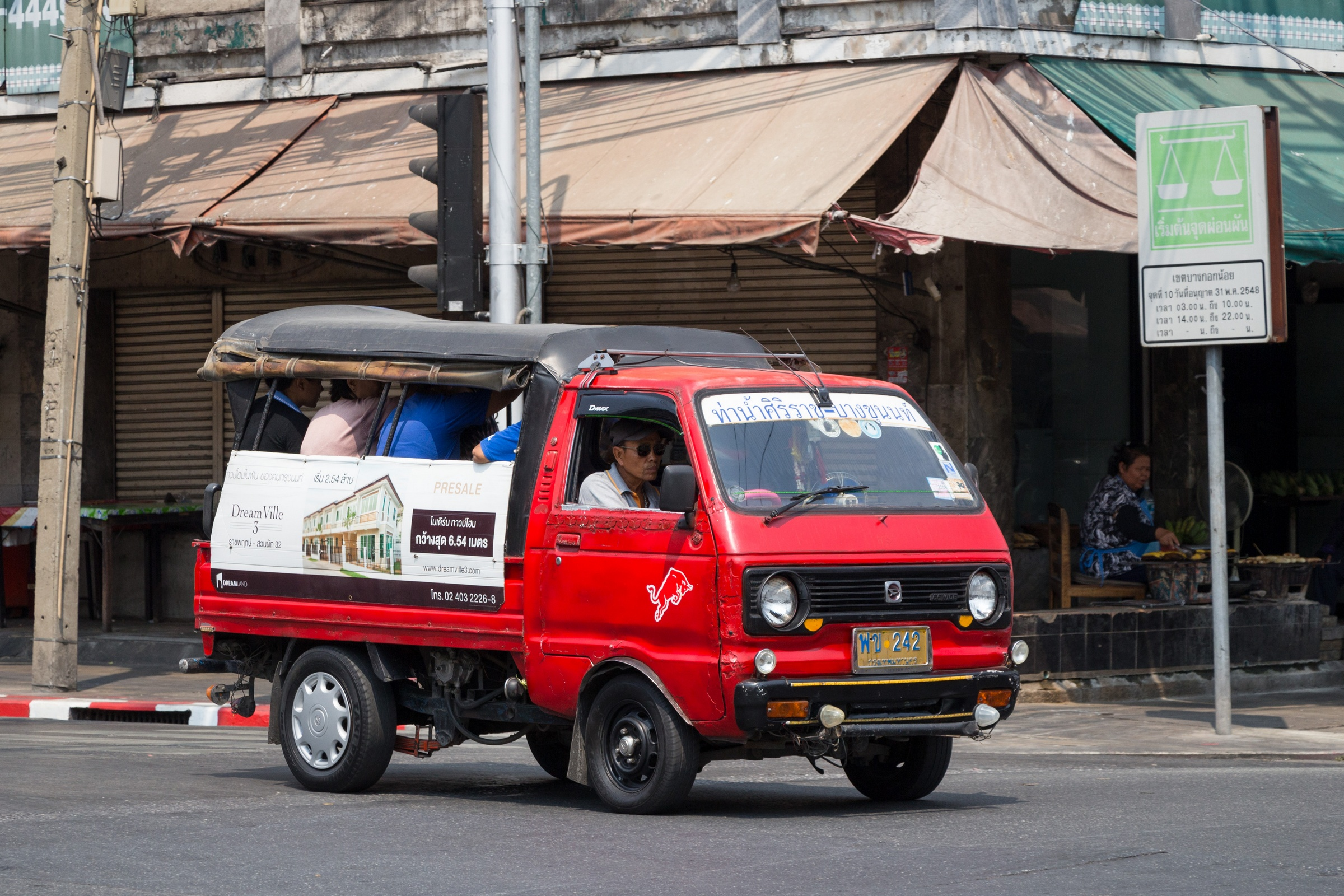
Daihatsu Hijet ở Bệnh viện Siriraj Piyamaharajkarun
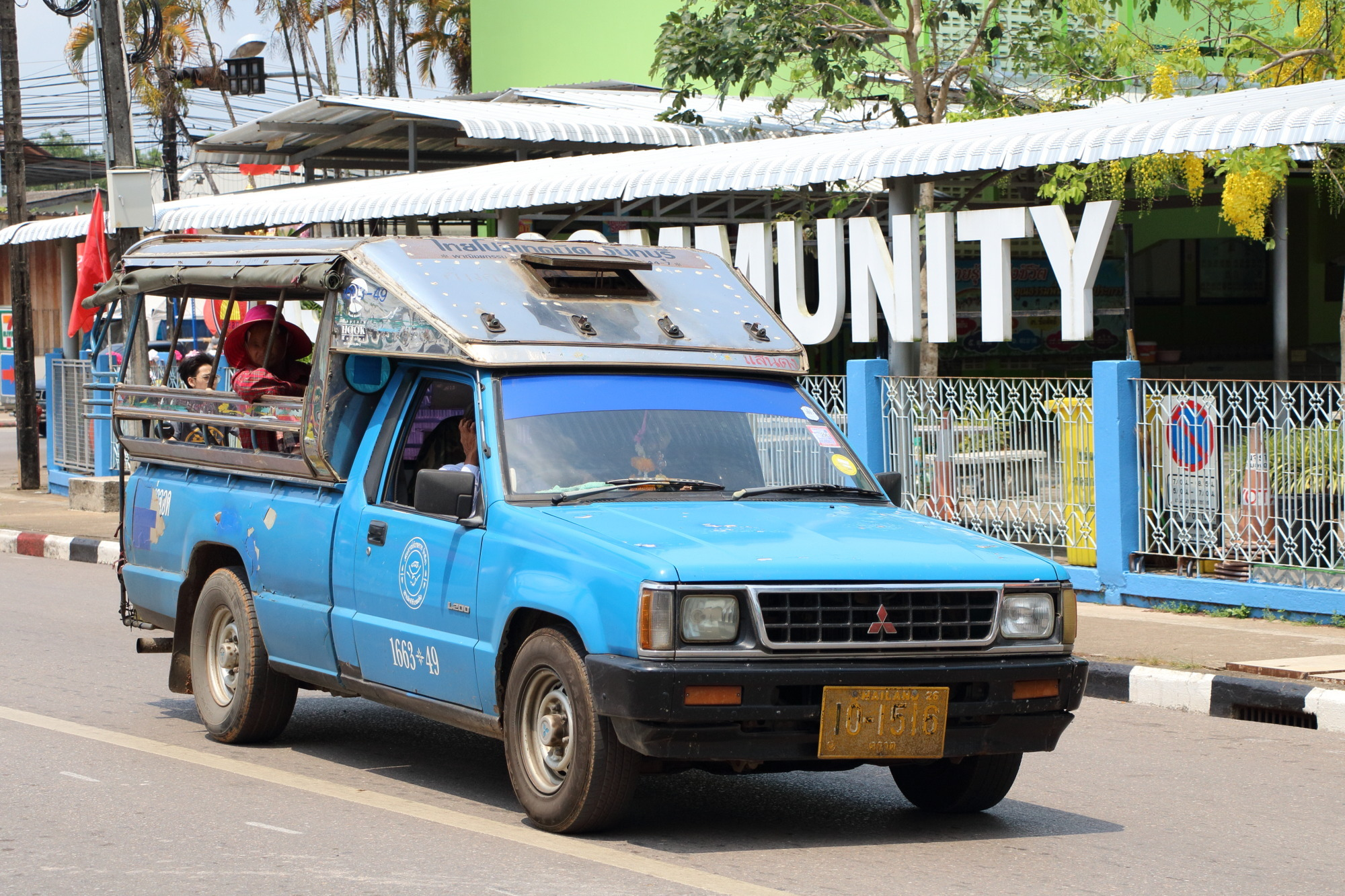
Mitsubishi L200 tại Trat
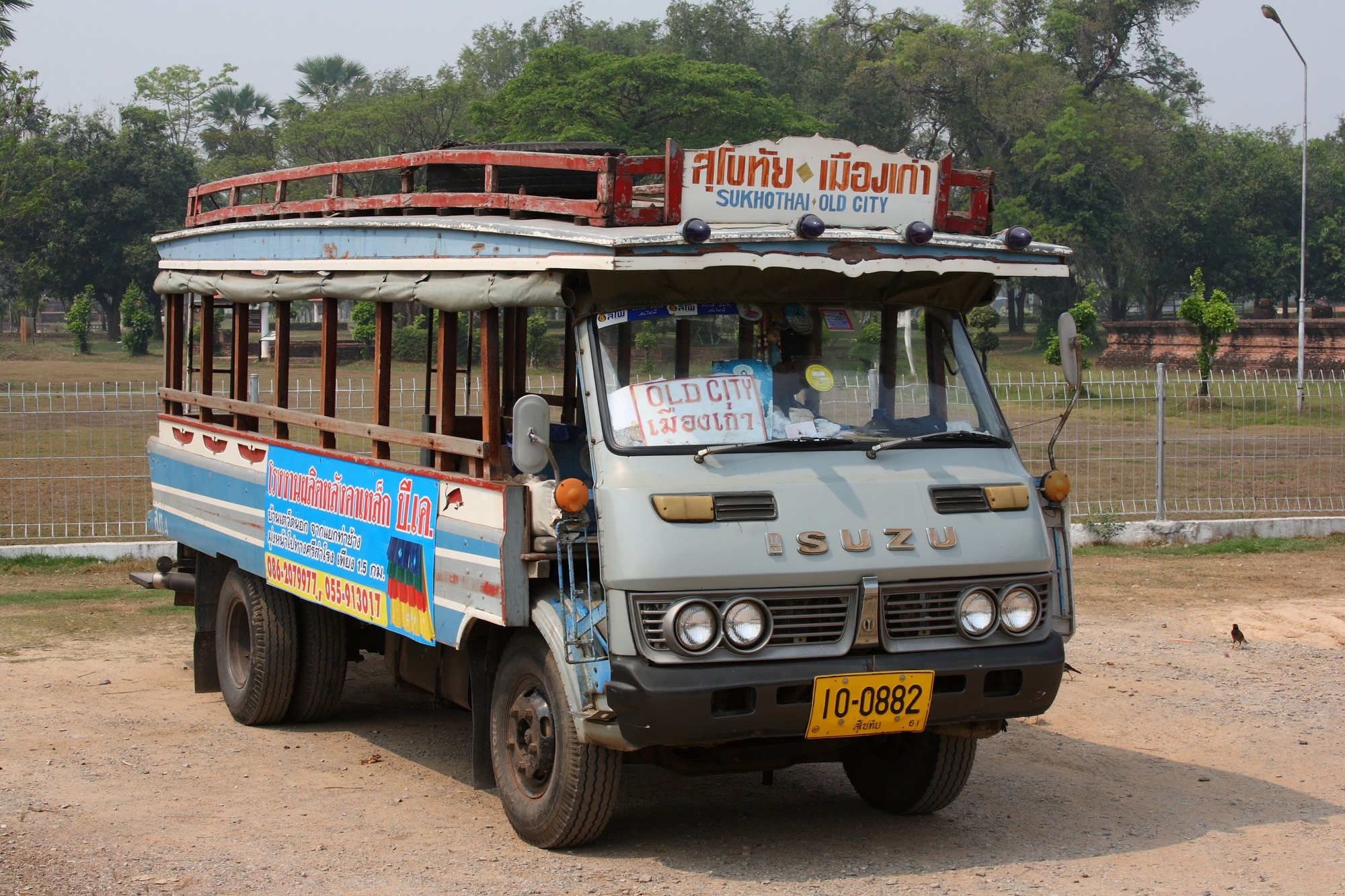
Isuzu Elf tại Sukhothai
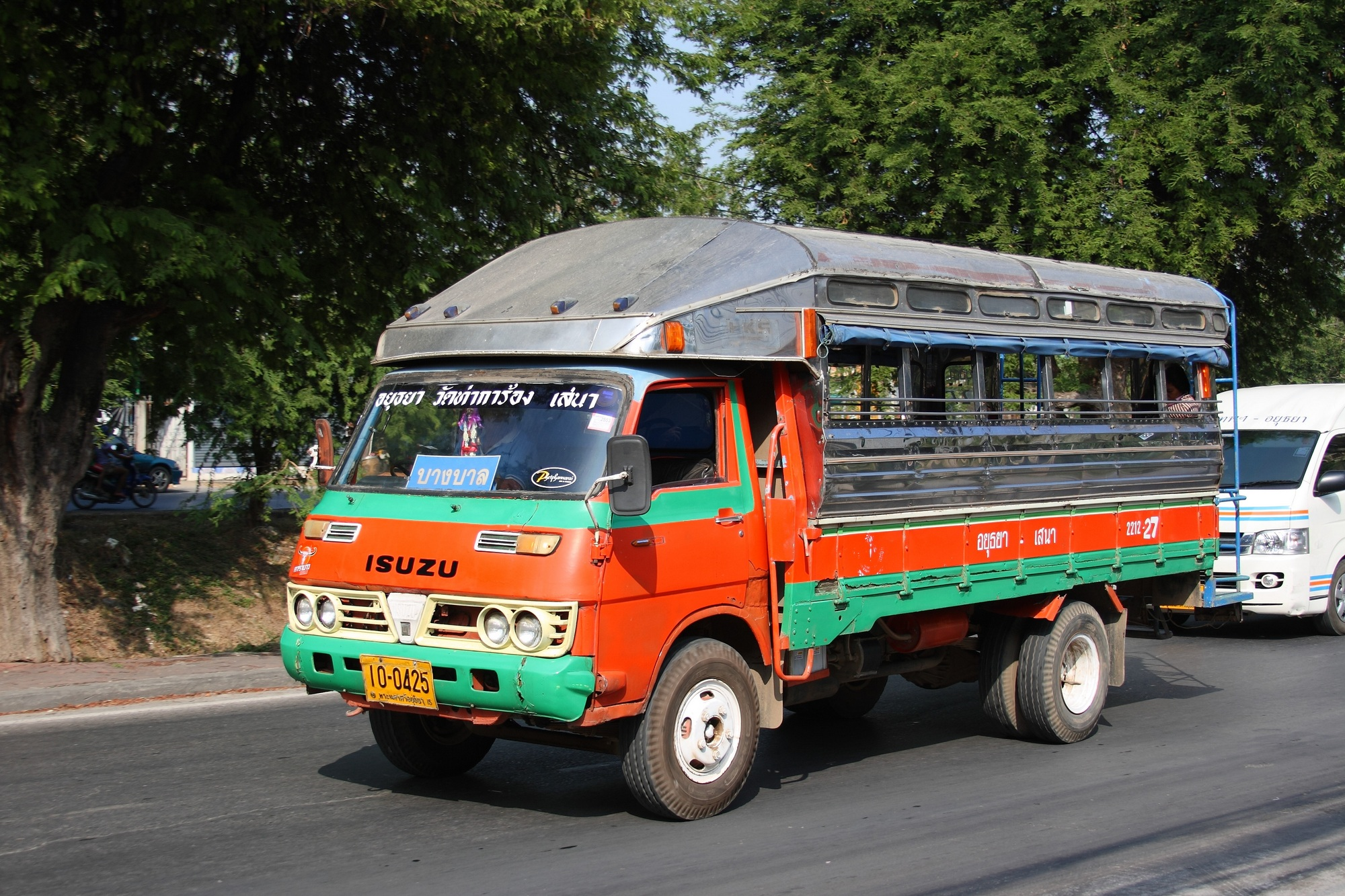
Isuzu Elf tại Phra Nakhon Si Ayutthaya
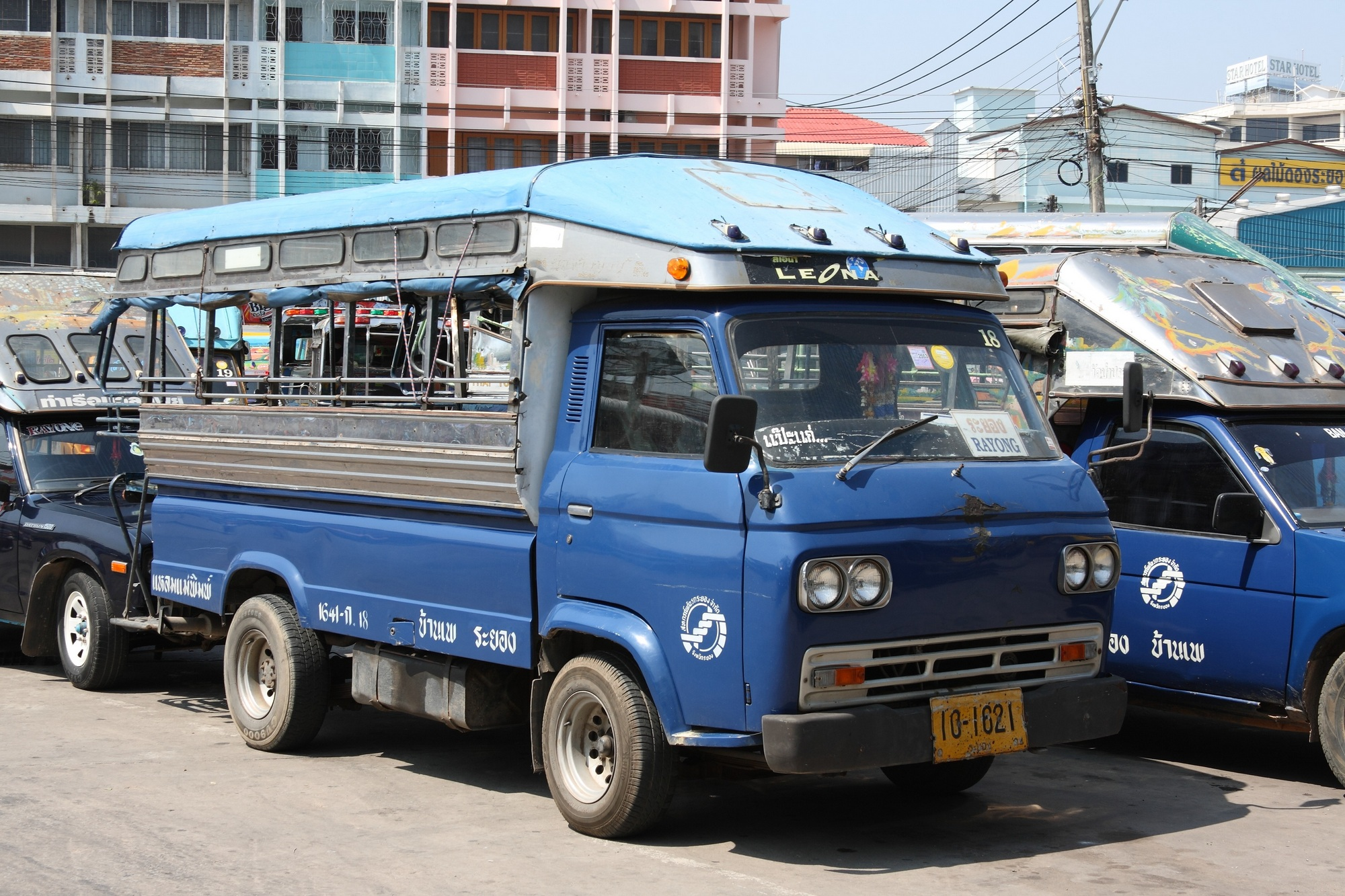
Isuzu Elf tại Rayong
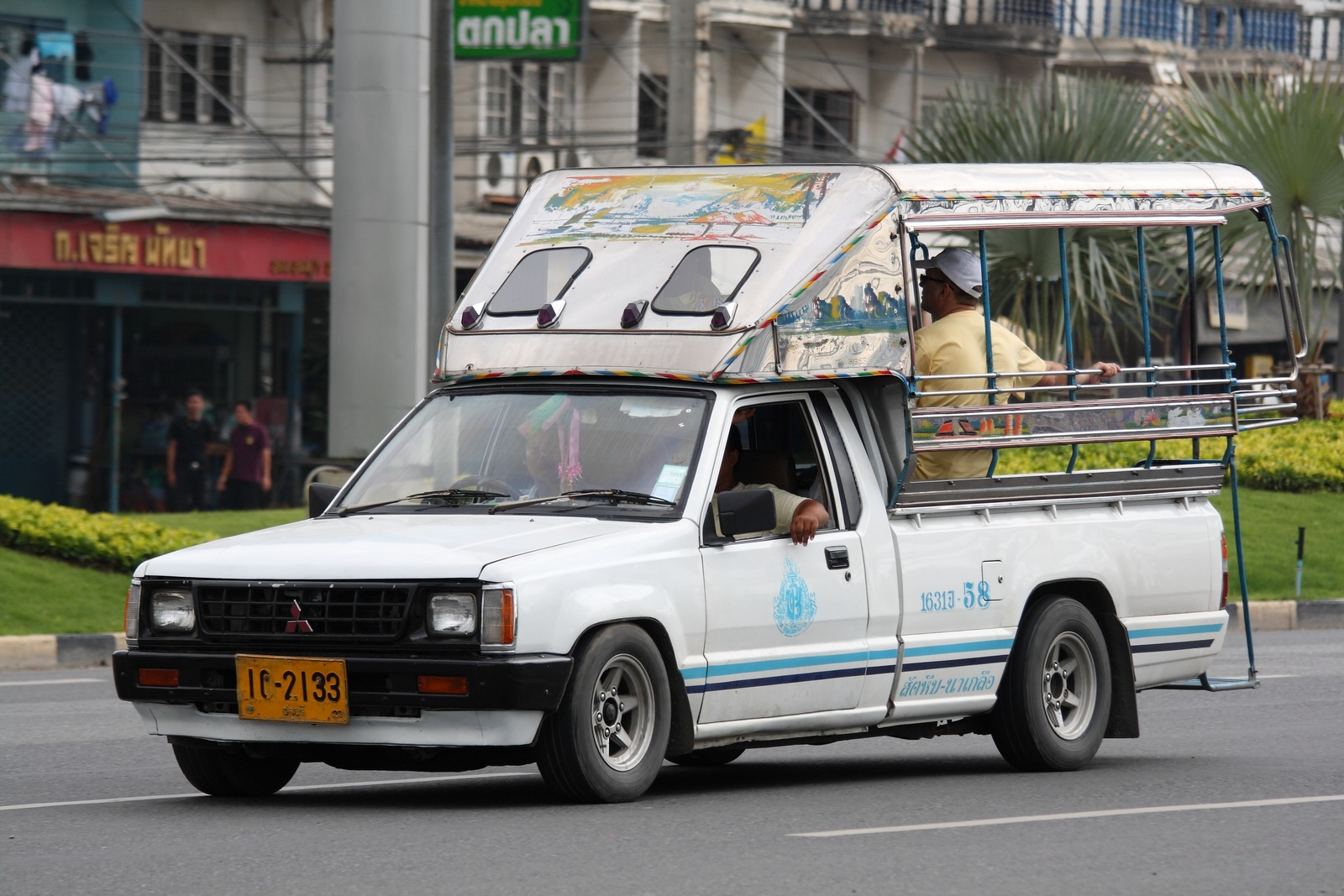
Mitsubishi Cyclone tại Pattaya
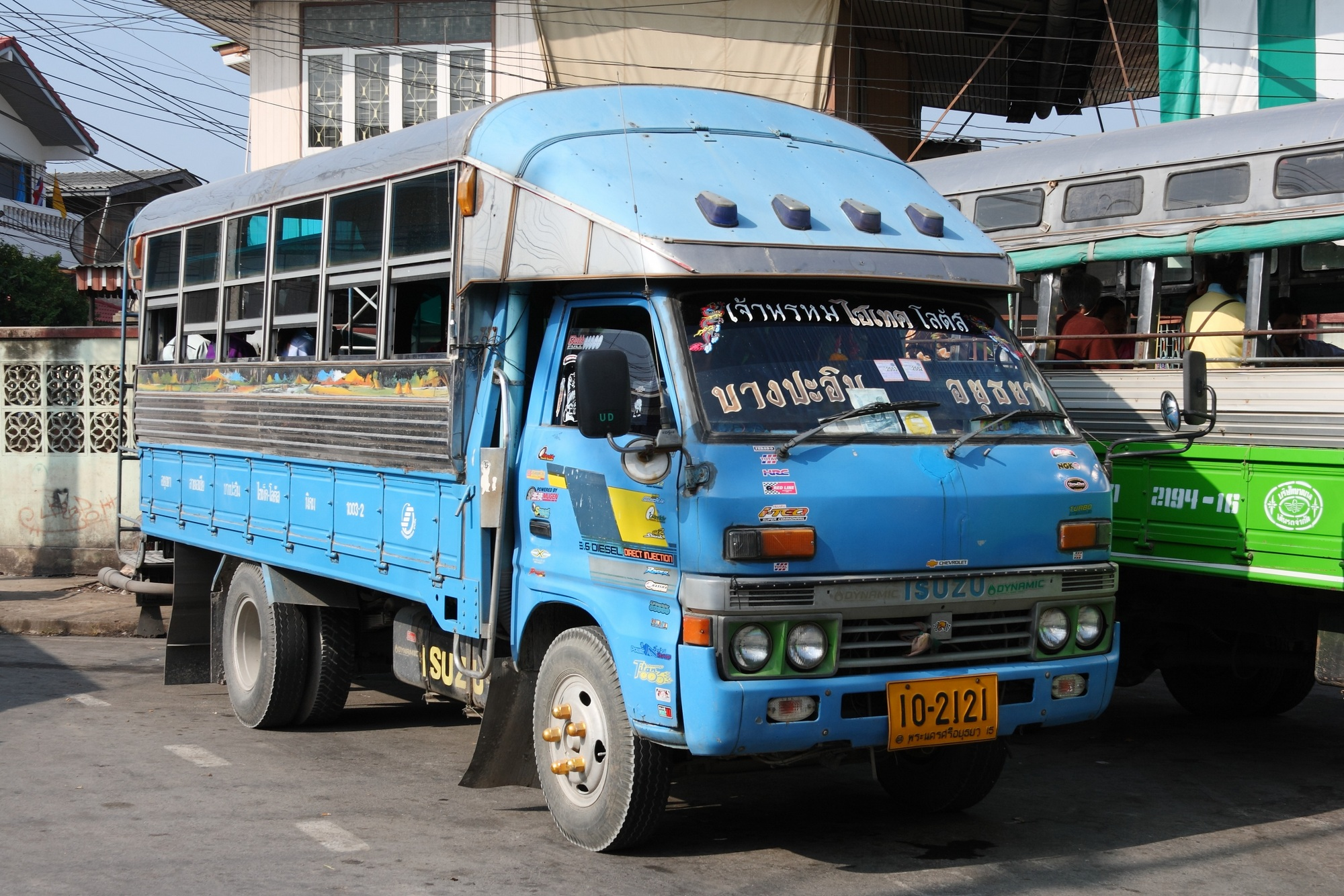
Isuzu Giga tại Phra Nakhon Si Ayutthaya
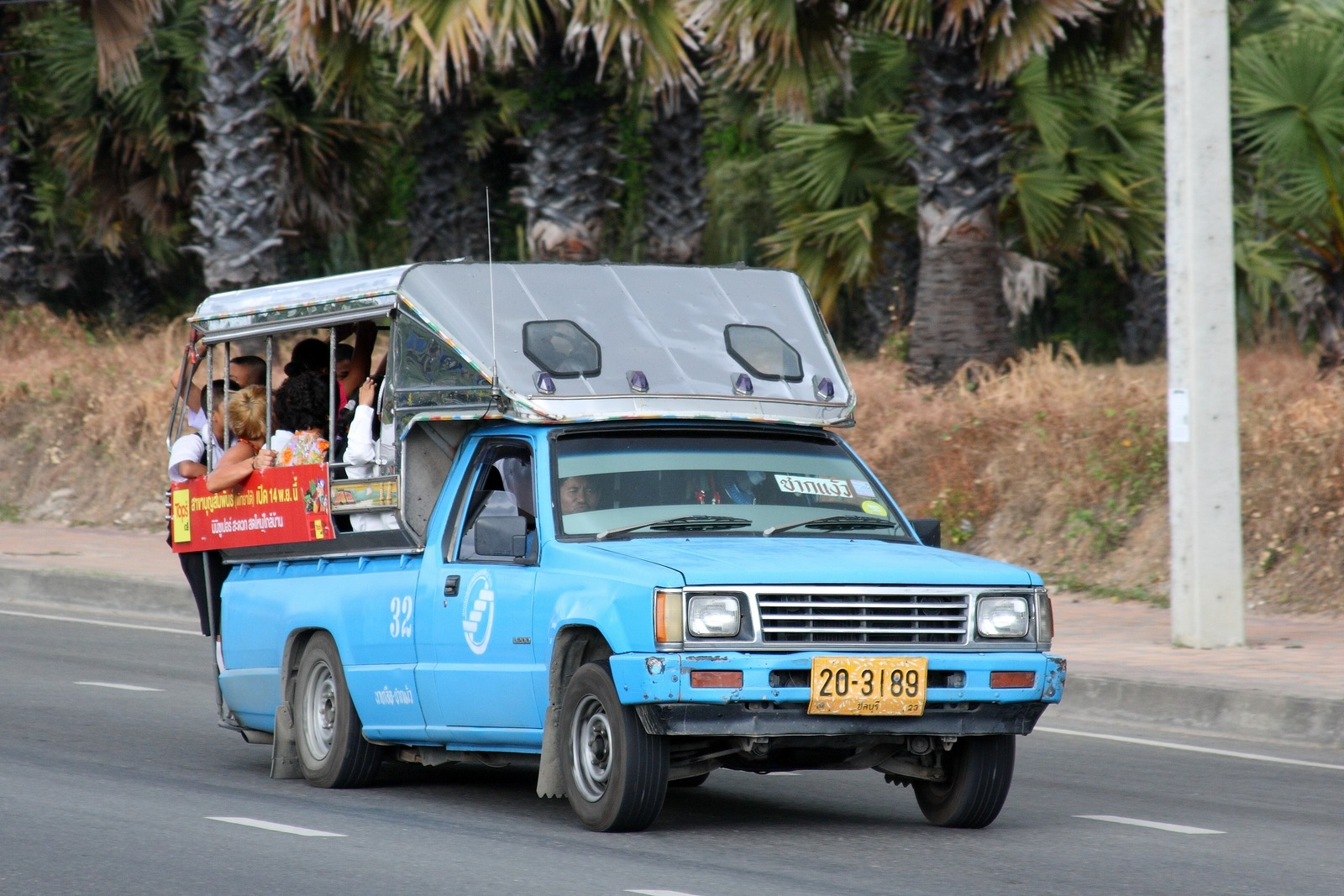
Mitsubishi L200 tại Pattaya
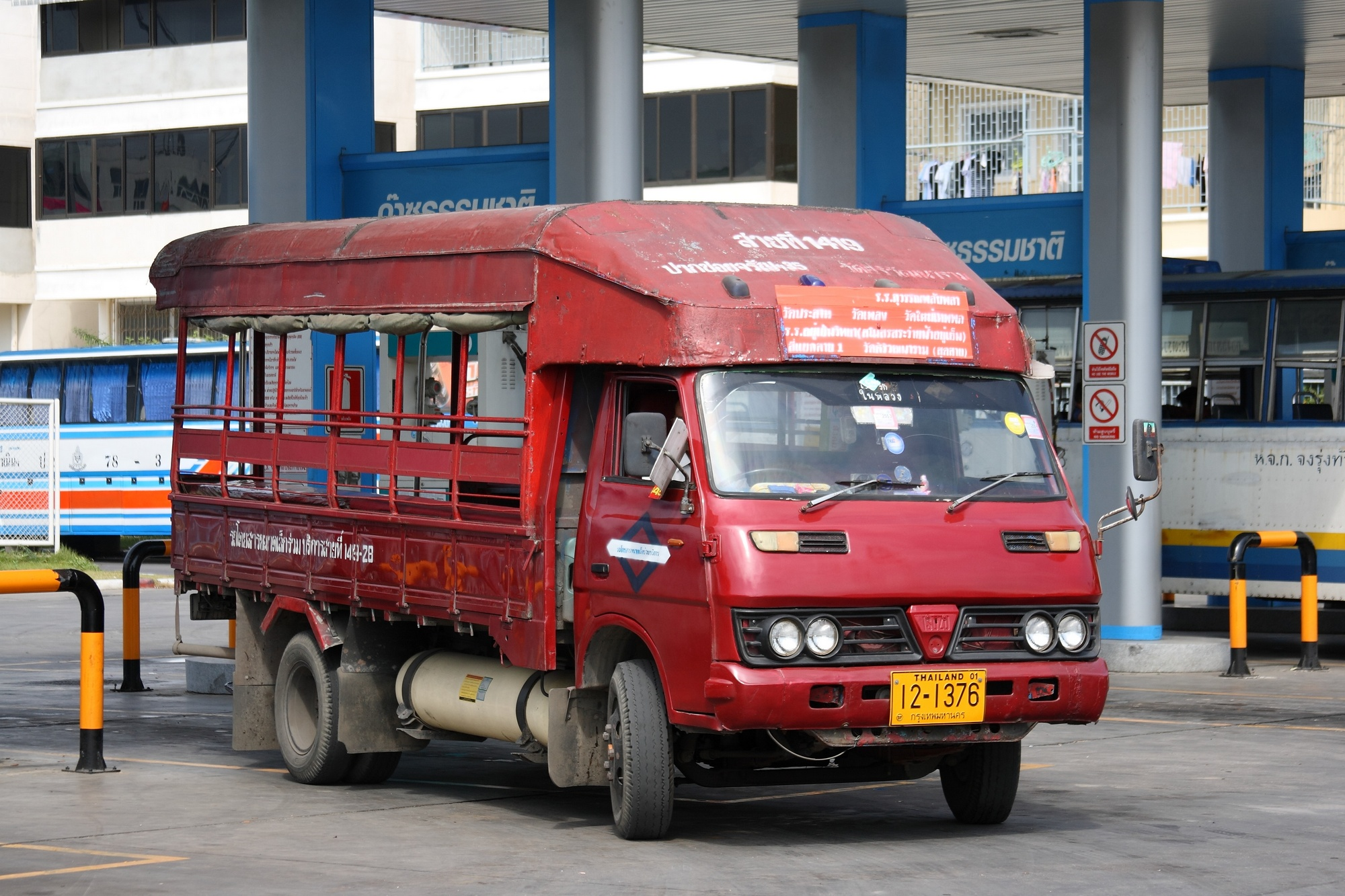
Isuzu Elf tại Bangkok
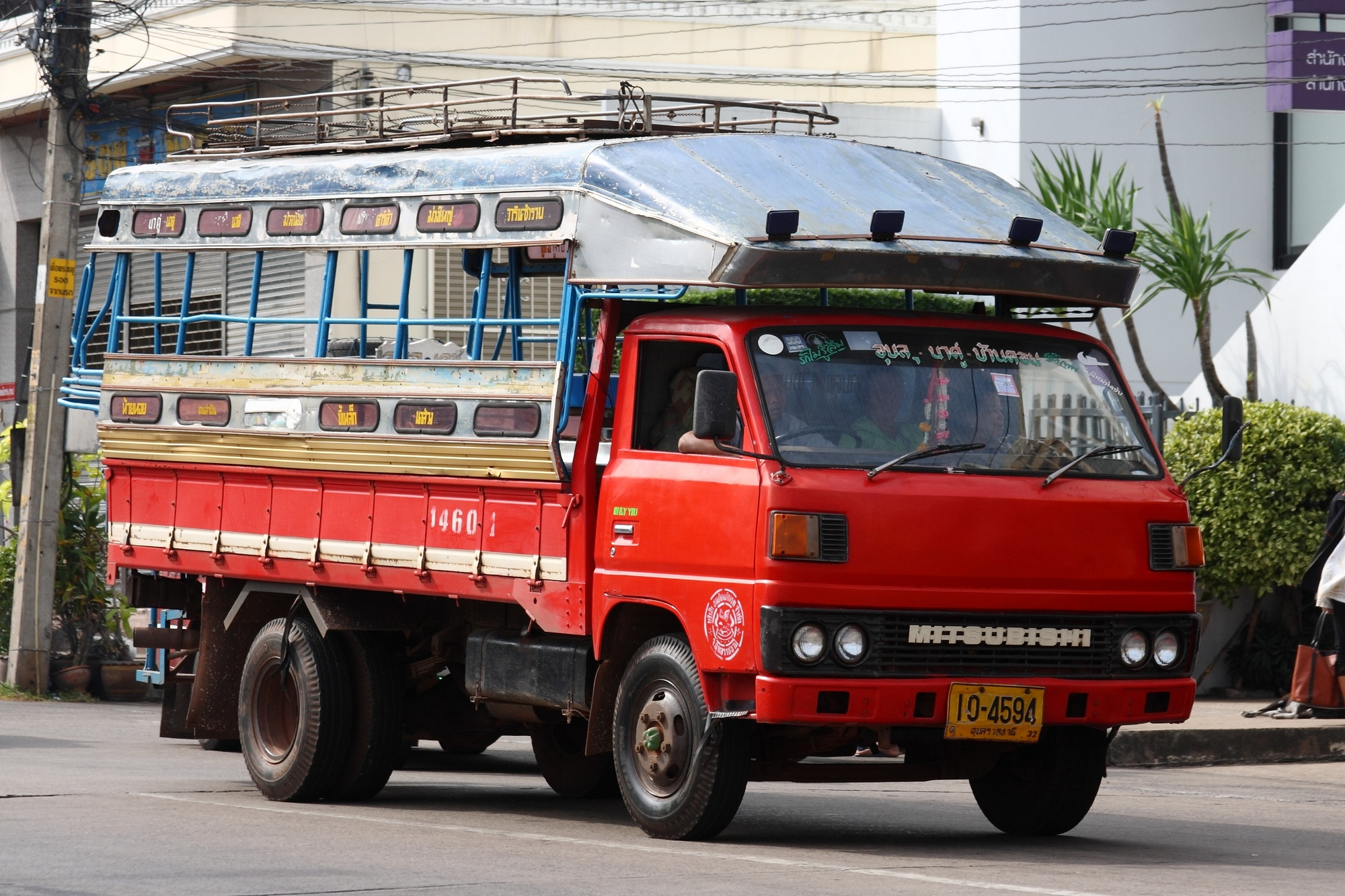
Mitsubishi Fuso Canter tại Ubon Ratchathani
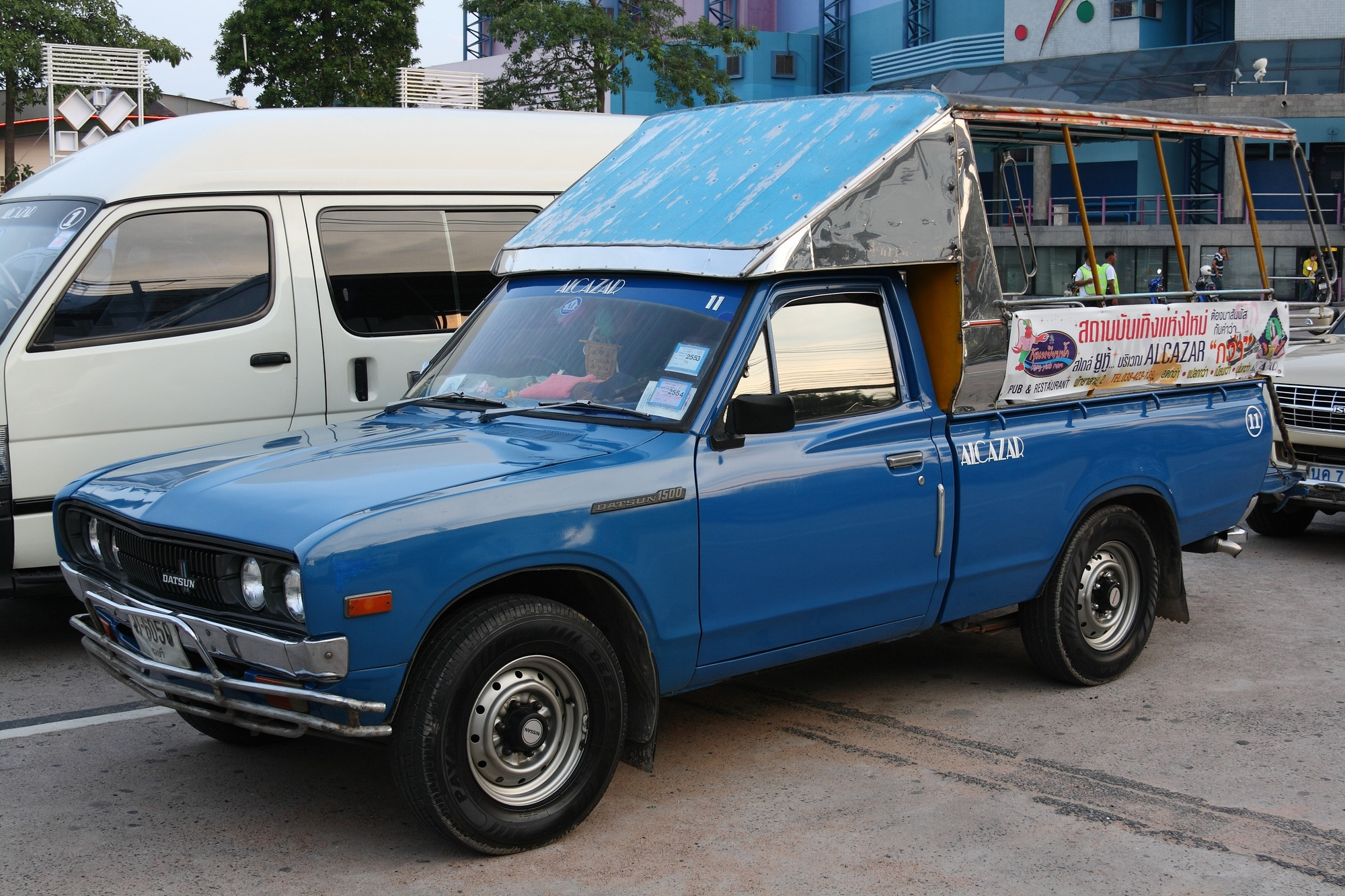
Datsun 620 tại Pattaya
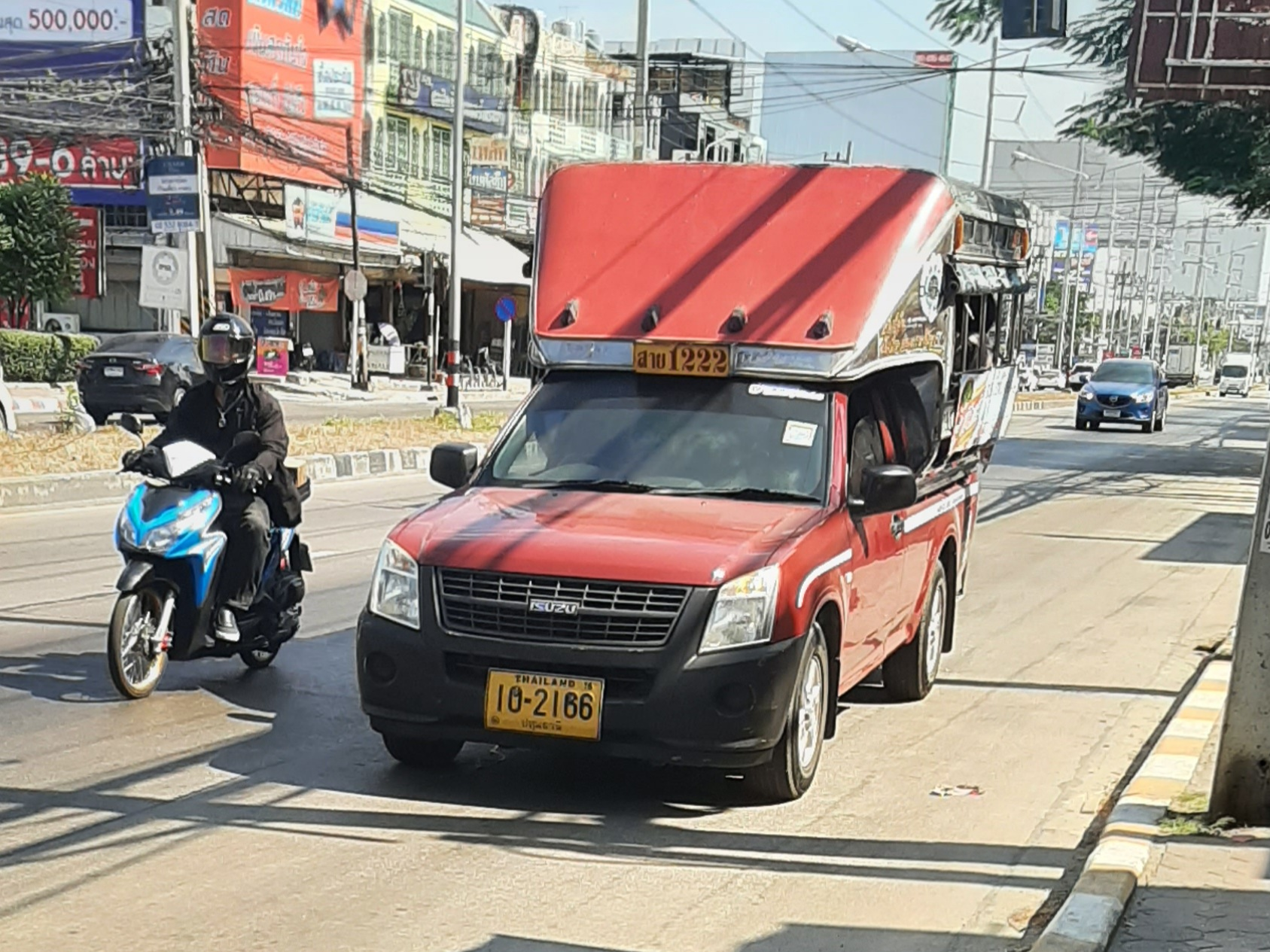
Isuzu D-Max tại Pathumthani
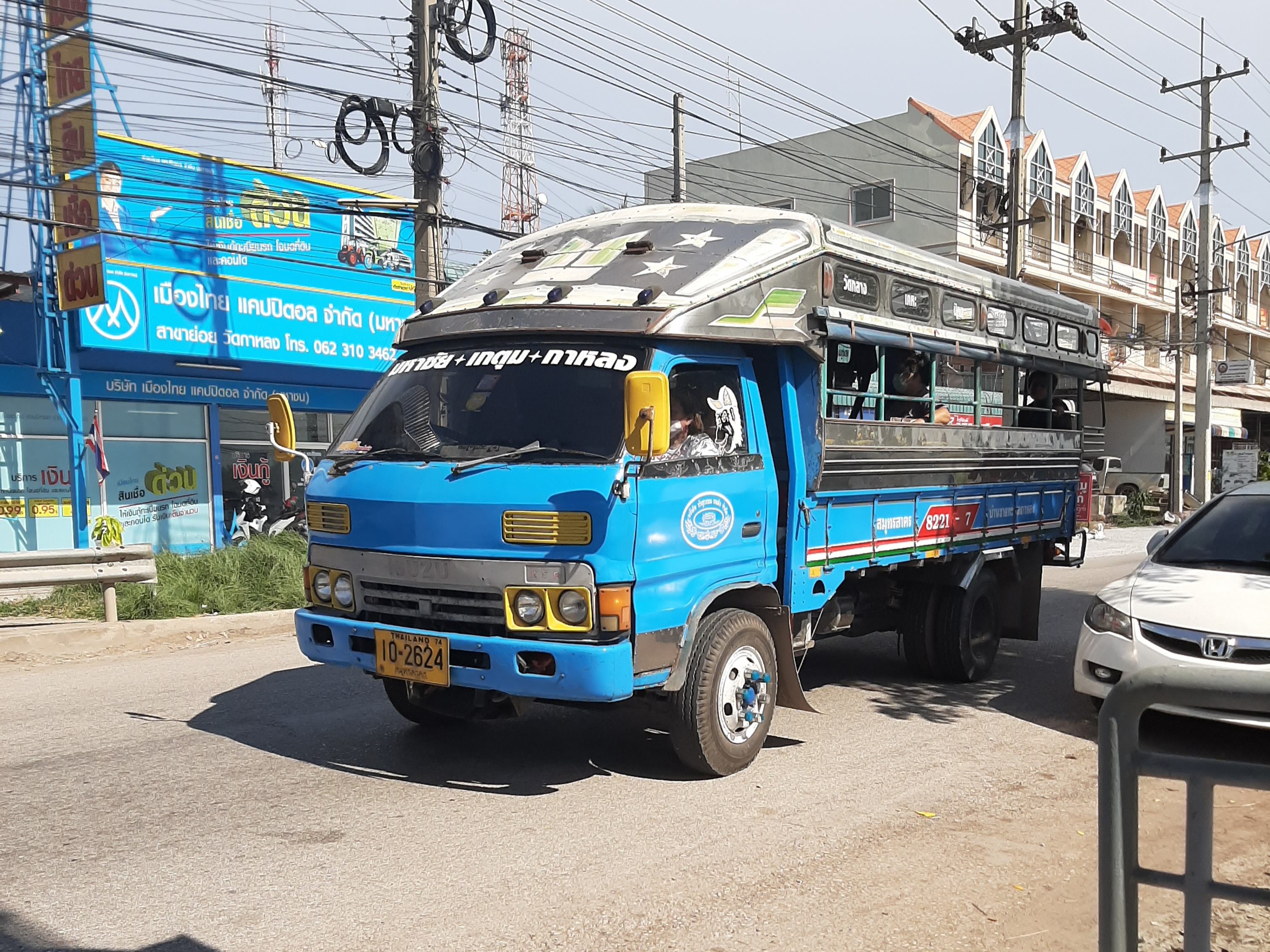
Isuzu Giga tại Samut Sakhon
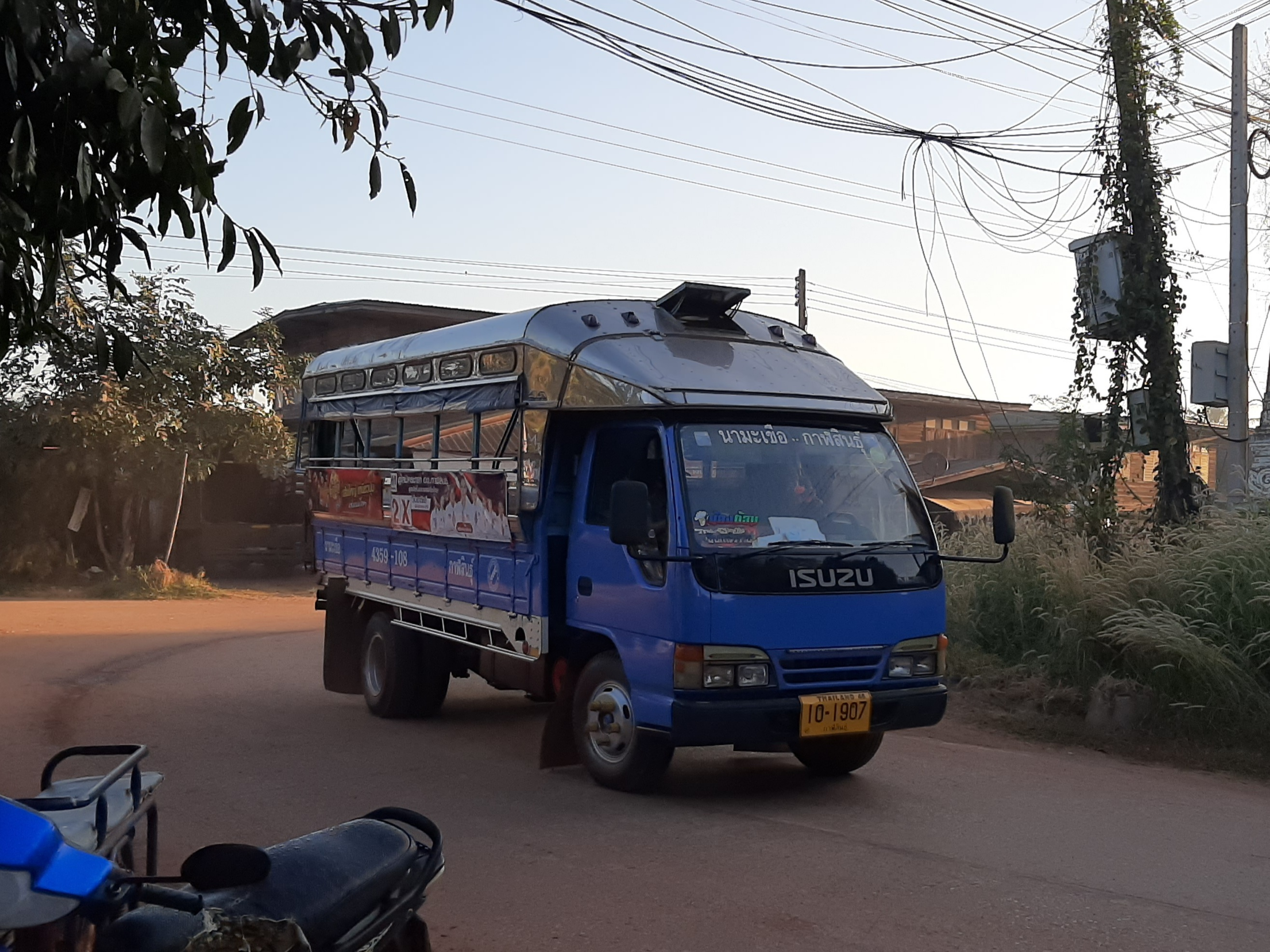
Isuzu NPR tại Kalasin
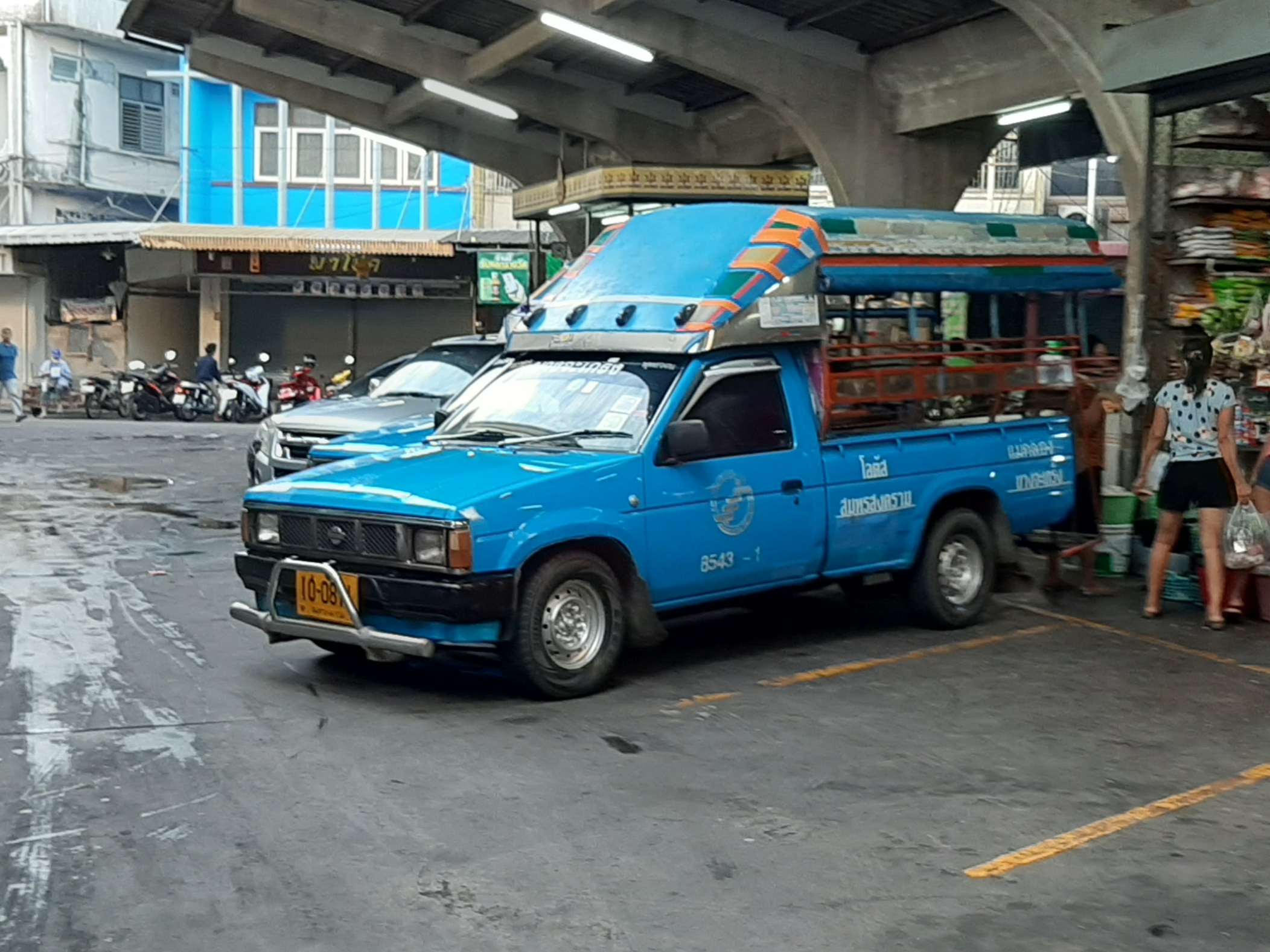
Nissan Big M tại Samut Songkhram
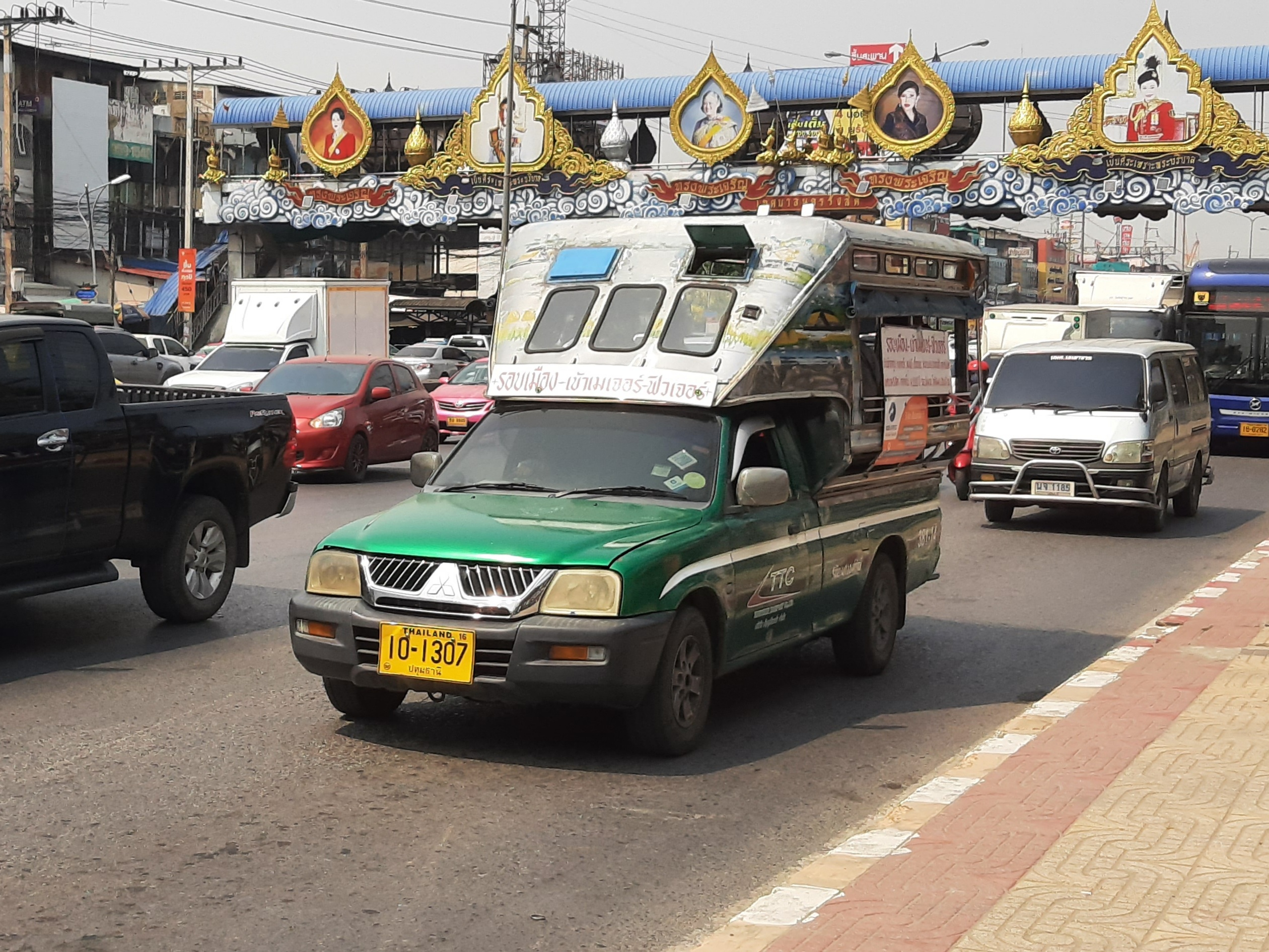
Mitsubishi Strada tại Pathumthani
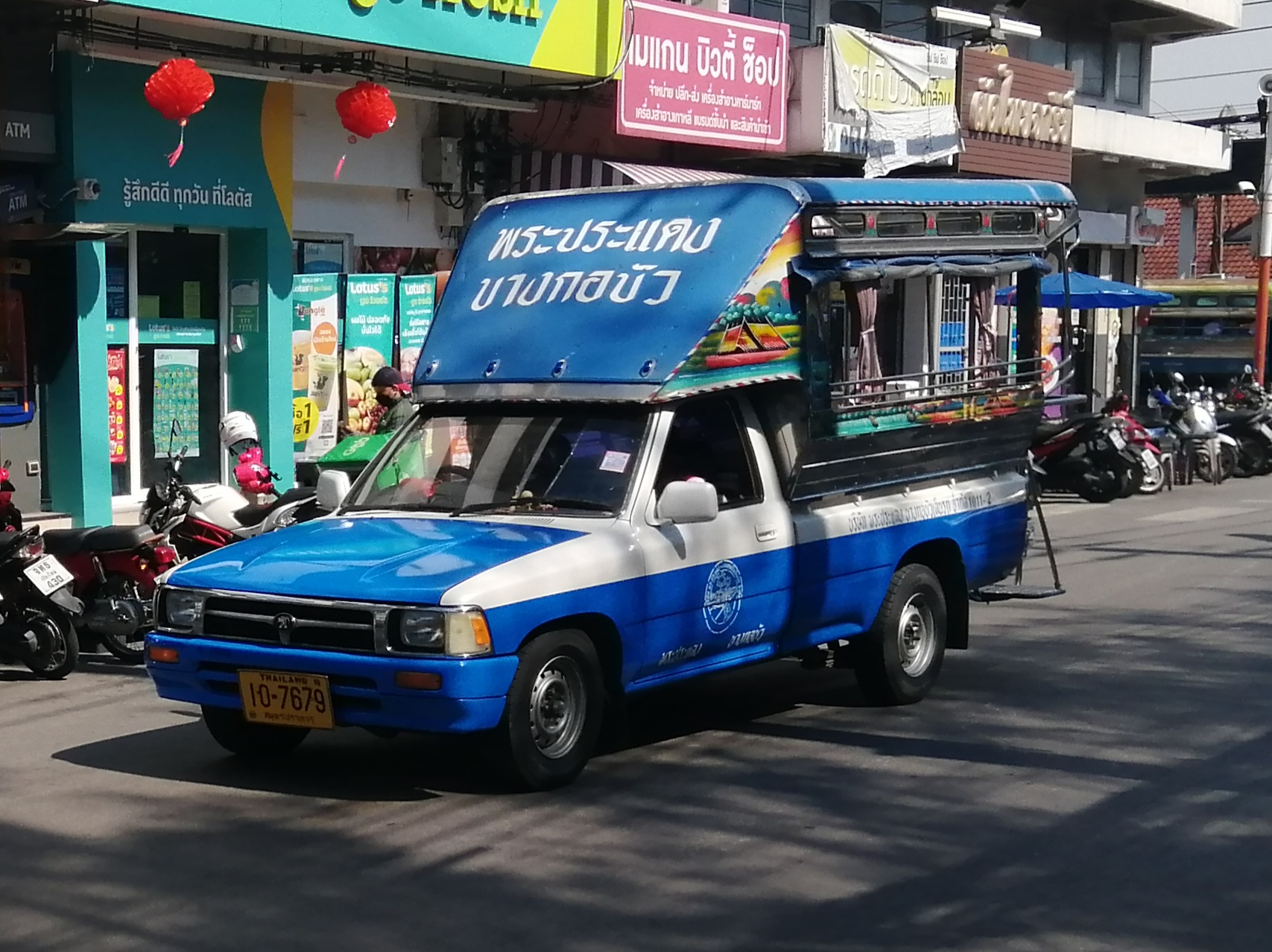
Toyota Hilux Mighty-X tại Samut Prakan
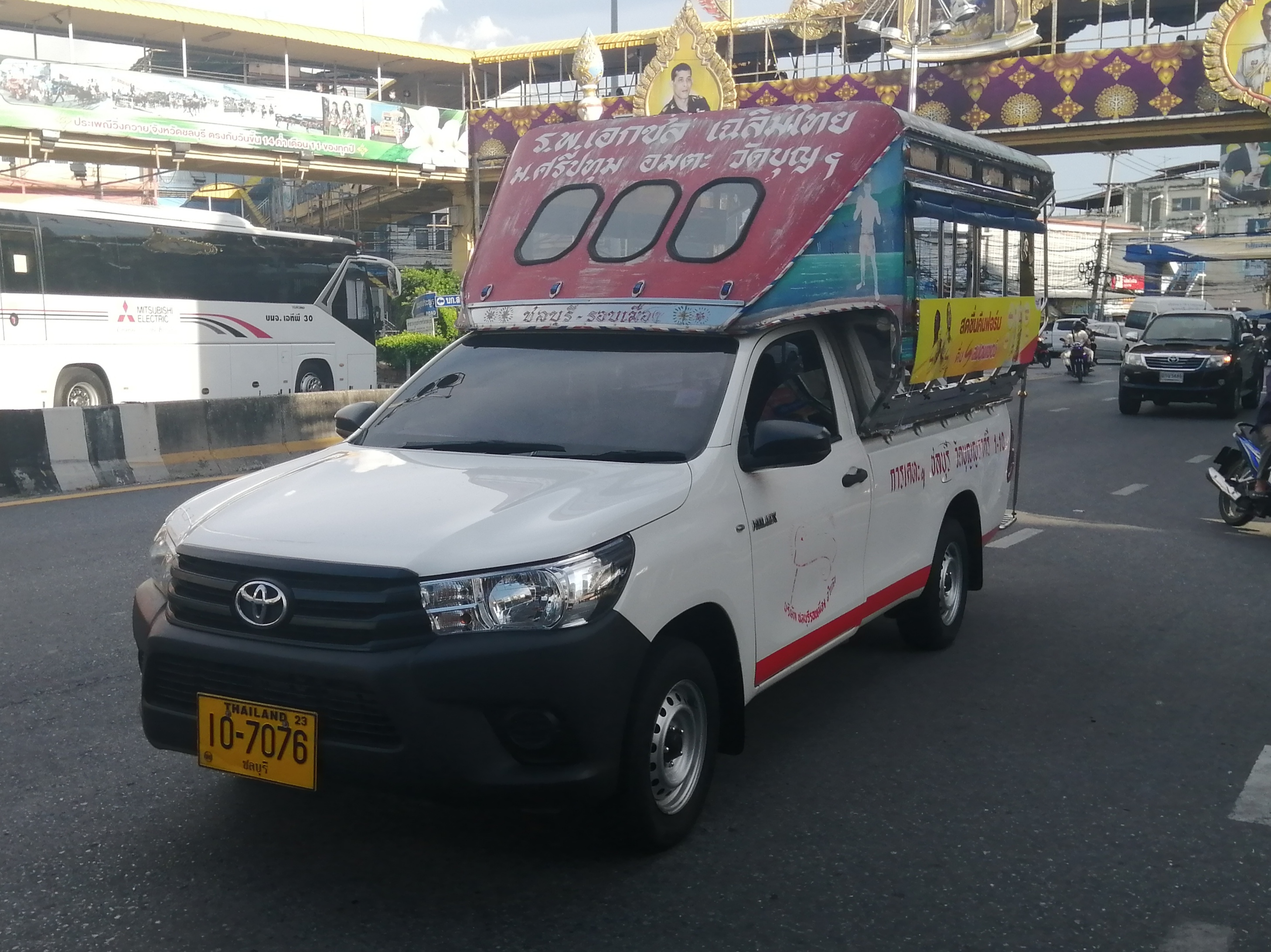
Toyota Hilux Revo tại Chonburi
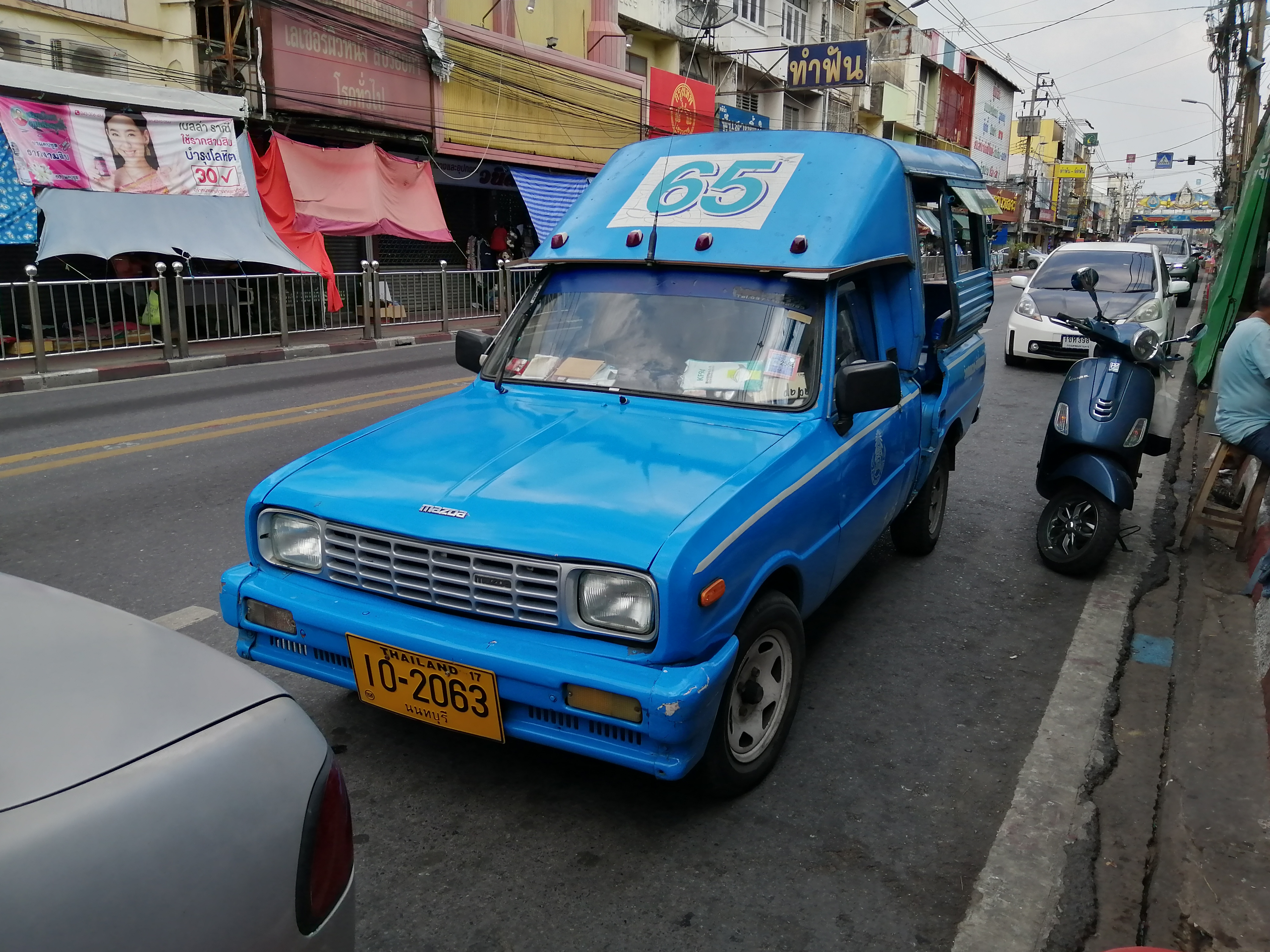
Mazda Familia tại Nonthaburi
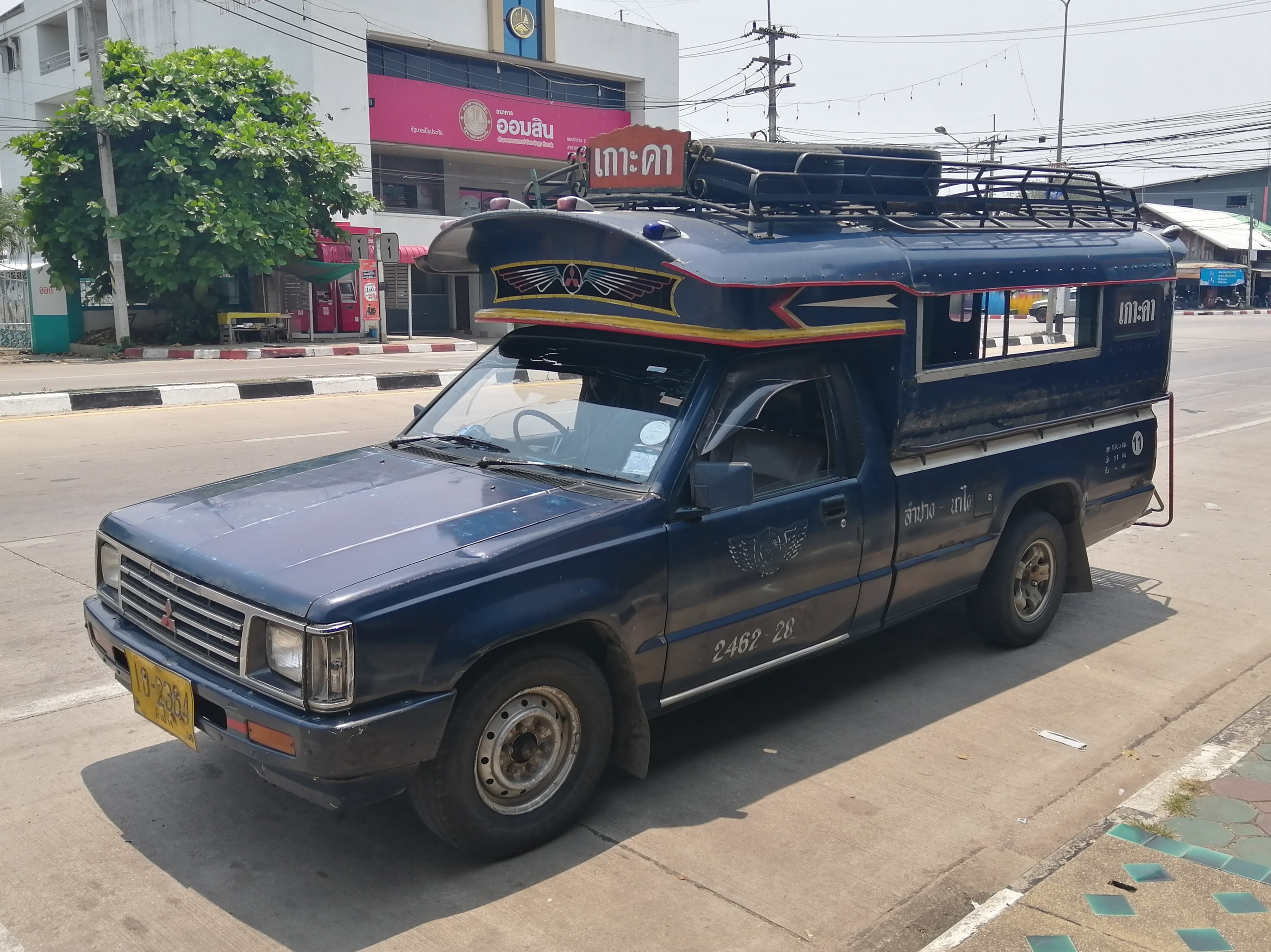
Mitsubishi L200 tại Lampang
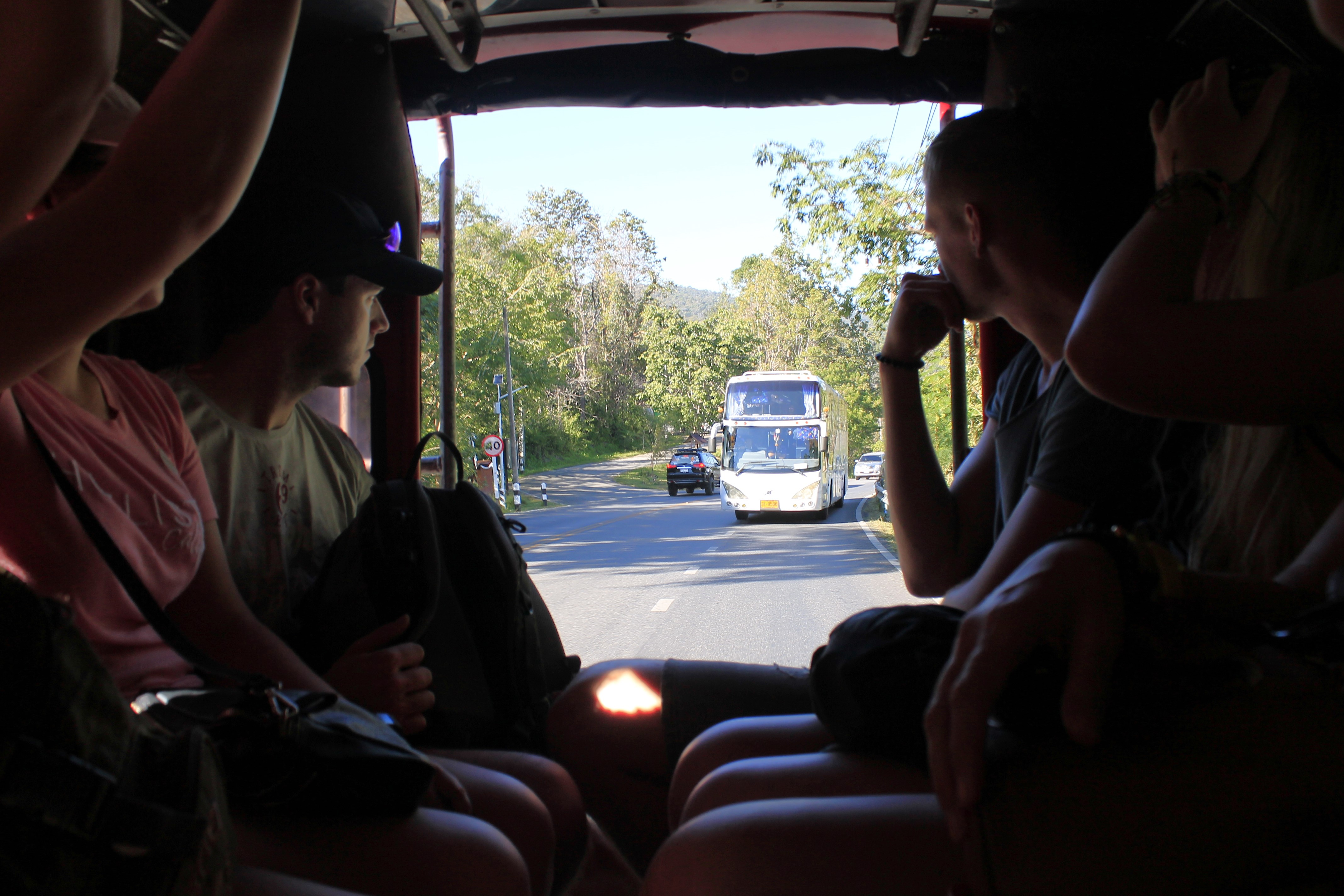
Songthaew tại Chiang Mai